# A.S.A.P.
A.S.A.P. (Adrian Smith And Project) je skupina, kterou vytvořil Adrian Smith po odchodu z Iron Maiden v roce 1990. Sám zde působil jako zpěvák.

## Seznam stop - Silver_and_Gold (Album)
1. "The Lion" (Barnett/Colwell/Smith/Young) - 3:54
2. "Silver and Gold" (Barnett/Colwell/Smith/Young) - 4:50
3. "Down the Wire" (Barnett/Colwell/Smith/Young) - 5:06
4. "You Could Be a King" (Barnett/Colwell/Smith/Young) - 3:38
5. "After the Storm" (Barnett/Colwell/Smith/Young) - 5:50
6. "Misunderstood" (Barnett/Colwell/Smith/Young) - 4:25
7. "Kid Gone Astray" (Barnett/Colwell/Smith/Young) - 4:24
8. "Fallen Heroes" (Barnett/Colwell/Smith/Young) - 4:32
9. "Wishing Your Life Away" (Barnett/Colwell/Smith/Young) - 4:05
10. "Blood on the Ocean" (Barnett/Colwell/Smith/Young) - 6:01

## Seznam stop - Silver and Gold (CD Single)
1. "Silver And Gold (12" Remix)" (Barnett/Colwell/Smith/Young) - 4:47
2. "Blood Brothers (Alternative Version)" (Barnett/Colwell/Smith/Young) - 3:33
3. "Fighting Man" (Smith) - 3:56

## Seznam stop - Down the Wire (CD Single)
1. "Down the Wire (Long Distance Mix)" (Barnett/Colwell/Smith/Young)
2. "When She's Gone" (Smith)
3. "School Days" (Smith)